# Kokkärl

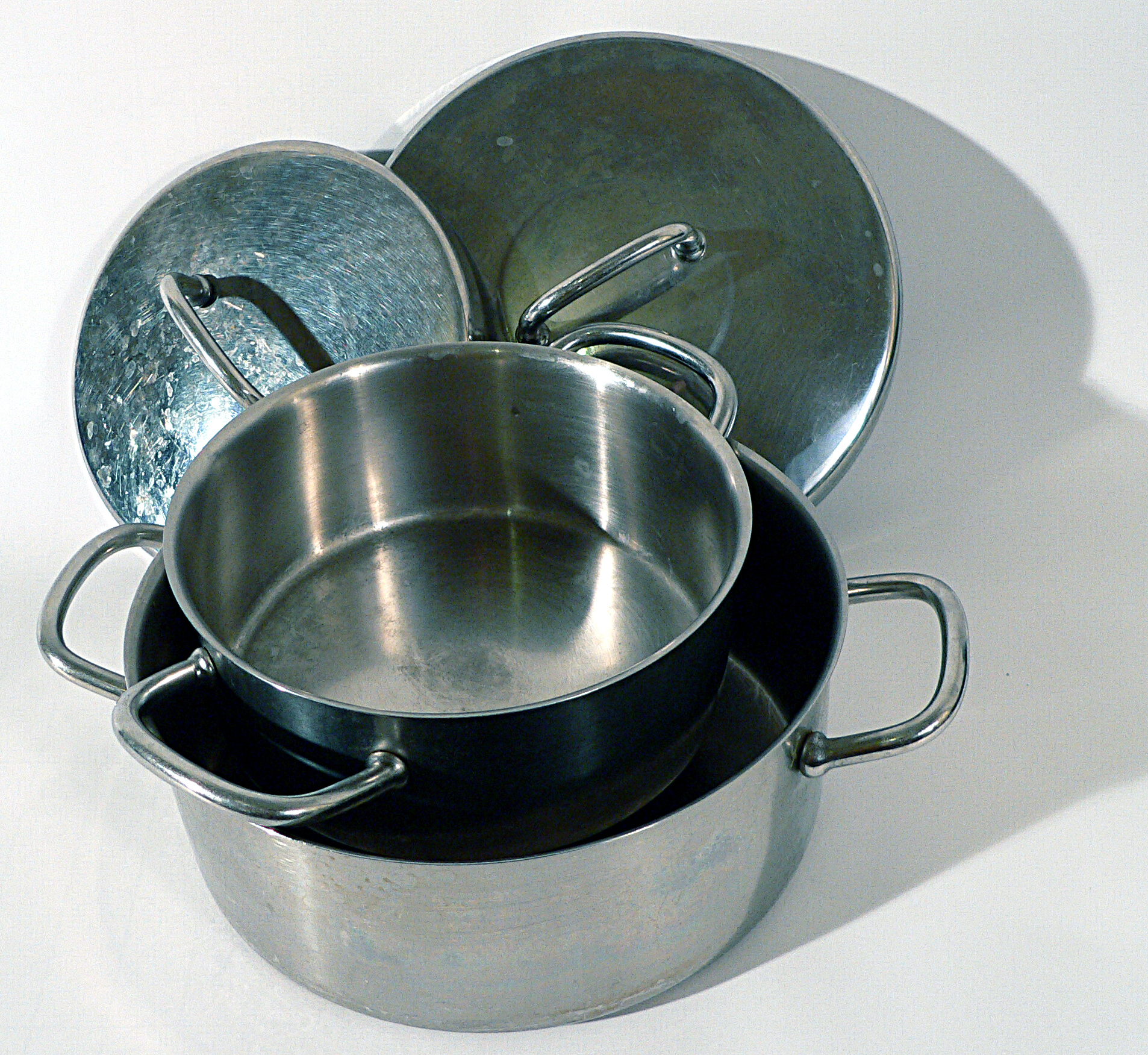
Kokkärl i rostfritt stål.

Kokkärl är en behållare som används för att upphetta mat i vid matlagning. Kokkärlets utformning och tillverkningsmaterial beror på dess användningsområden. Kärl avsedda för tillagning på spis eller kokplatta måste kunna leda värme bra så att värmen från plattan eller gaslågan kan överföras till maten. Kokkärl för tillagning i mikrovågsugn behöver däremot inte vara bra värmeledare.
Vanliga värmeledande material är aluminium, rostfritt stål och koppar. För tillagning i mikrovågsugn kan kärl av bland annat porslin, plast och glas användas.
Behållare som används för förvaring eller blandning av kall mat kallas normalt inte kokkärl.

## Exempel på kokkärl
- Kastrull
- Gryta (köksredskap), ett något större matlagningskärl med två handtag.
- Kittel